# 南疆新塔花
南疆新塔花（学名：Ziziphora pamiroalaica）为唇形科新塔花属下的一个种。

## 扩展阅读
- 維基物種上的相關：南疆新塔花